# Hassan Iquioussen

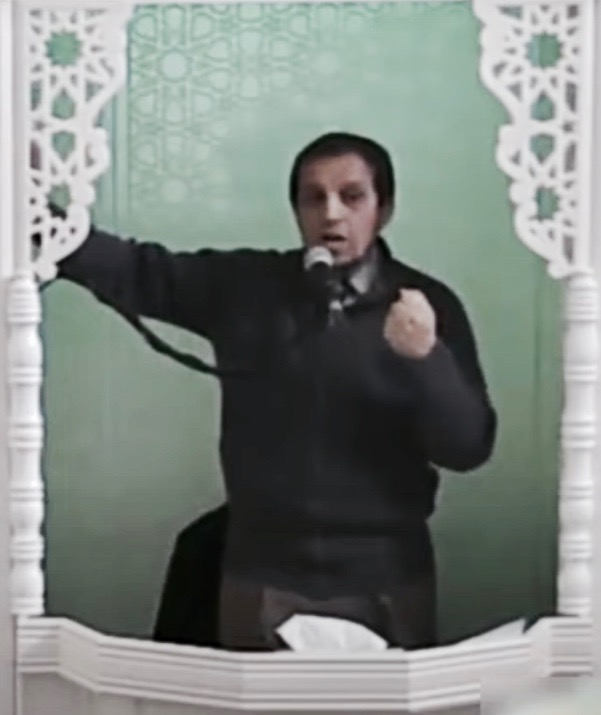
Hassan Iquioussen in der Moschee von Vigneux am 14. Februar 2020

Hassan Iquioussen (arabisch: حسن إيكويسن; geboren am 2. Juni 1964 in Denain) ist ein Imam, Redner und Mitglied von Musulmans de France, einer Organisation, die als den Muslimbrüdern nahestehend gilt. Er ist einer der Gründer der Jeunes musulmans de France (JMF) und wurde als „Prediger der Vorstädte“ (prêcheur des cités) bezeichnet. Nach langem Hin und Her wurde er im Januar 2023 nach Casablanca in Marokko abgeschoben.

## Leben
Sein Vater war Teil der ersten marokkanischen Einwanderungswelle, die sich 1936 in Frankreich niederließ. Sein Vater heiratete 1958 und hatte 9 Kinder. Hassan Iquioussen wurde als fünftes Kind geboren. Im Alter von 20 Jahren heiratete er Zaina, eine in Casablanca geborene Marokkanerin. Aus der Ehe gingen fünf Jungen hervor.
Erwarb er einen Bachelor in Arabisch und einen Master in Geschichte mit einer Arbeit über Usman dan Fodio an der Universität Lille III. Er verließ die Uni, als er für ein Diplôme d’études approfondies in Geschichte studierte, um sich dem Erwerb und der Weitergabe von islamischem religiösen Wissen zu widmen. Obwohl er keine formale islamische Ausbildung erhielt, gründete er die Jeunes musulmans de France und erwarb sich schnell einen Ruf in islamischen Kreisen. Er vertrat kontroverse und verschwörerische Ansichten zu Themen wie dem Völkermord an den Armeniern und zu Terroranschlägen. Er wurde insbesondere für seine hasserfüllten, antisemitischen, homophoben und frauenfeindlichen Äußerungen bekannt.
Er ist insbesondere wegen seiner antisemitischen Äußerungen im Jahr 2003 und seiner frauenfeindlichen Äußerungen umstritten. Seine späteren öffentlichen Stellungnahmen zu diesen Themen (insbesondere auf seinem Youtube-Kanal ab 2014) waren gemäßigter. Hakim El Karoui beschreibt ihn 2018 als Vertreter der „härtesten und virulentesten Tendenz der Muslimbruderschaft in Frankreich zu Themen wie dem Status der Frau oder dem Verhältnis zu den Juden“. Bernard Rougier zufolge versteht sich Iquioussen als bedingungsloser Verteidiger des ägyptisch-katarischen Muslimbruders Yusuf al-Qaradawi. Diesem wird vorgeworfen, er predige den Islamismus und islamistischen Terrorismus, er wurde in der gesamten arabischen Welt durch die Sendung Die Scharia und das Leben bekannt, die lange Zeit auf dem katarischen Sender Al Jazeera ausgestrahlt wurde. Ende Januar 2022 sagte ein Zeuge dem Le Figaro, dass Iquioussen im Rahmen von Vorträgen in den Räumlichkeiten der Ambitions et initiatives pour la réussite, einem umstrittenen Verein aus Roubaix, den bewaffneten Dschihad und den Kampf gegen Frankreich predige.
Zu den Hauptthemen seiner Predigten gehörte insbesondere der Aufruf an die Muslime in Frankreich, sich voll und ganz als Franzosen zu fühlen. Muslime sollten sich im politischen und bürgerlichen Leben engagieren und aus dem bei ihnen vorhandenen Opferbild ausbrechen, um zu handeln und ihr Schicksal selbst zu bestimmen. Seine Erfahrungen und seine Predigten werden als repräsentativ für einen gewissen Wandel des Islams, der für Frankreich typisch ist, bezeichnet.
Am 28. Juli 2022 kündigte der Innenminister Frankreichs Gérald Darmanin seine Ausweisung aus Frankreich nach Marokko, woher seine Vorfahren stammen, wegen „hasserfüllter Äußerungen gegenüber den Werten der Republik, darunter der Laizität“ an. Der Ausweisungsbeschluss wurde vom Verwaltungsgericht Paris mit der Begründung ausgesetzt, dass er „einen unverhältnismäßigen Eingriff“ in das „Recht“ auf ein „normales Privat- und Familienleben“ darstelle. Am 30. August 2022 hob der Conseil d’État (Frankreich) den Gerichtsbeschluss auf und machte den Weg für die Ausweisung des Imams frei. Iquioussen ist bislang kein einziges Mal straffällig geworden und wurde für keine seiner Äußerungen angeklagt, geschweige denn verurteilt.
Am 3. August reichte Hassan Iquioussens Anwältin Klage gegen die geplante Abschiebung beim Europäischen Gerichtshof für Menschenrechte ein. Die Anwältin berief sich auf Artikel 39 der Europäischen Menschenrechtskonvention, der es dem Gerichtshof ermöglicht, gegen Staaten „einstweilige Maßnahmen“ anzuordnen, wenn die Antragsteller „einer realen Gefahr eines irreparablen Schadens“ ausgesetzt sind. Man berief sich ferner auf die Bestimmungen der Menschenrechtskonvention über das Verbot von Folter und unmenschlicher und erniedrigender Behandlung, das Recht auf Achtung des Privat- und Familienlebens, die Gedanken-, Gewissens- und Religionsfreiheit oder das Recht auf freie Meinungsäußerung. Der Gerichtshof lehnte am nächsten Tag die Aussetzung der Abschiebung mit der Begründung ab, dass sie keine „irreparablen Risiken“ für seine Person mit sich bringen würde.
Am Abend der Entscheidung fanden ihn die Polizisten, die ihn festnehmen wollten, um ihn in ein Abschiebegefängnis zu bringen, nicht in seiner Wohnung vor und setzten ihn auf die Fahndungsliste. Am 1. September stellte ein Untersuchungsrichter in Valenciennes einen Europäischen Haftbefehl gegen ihn wegen „Entziehung der Vollstreckung einer Abschiebungsanordnung“ aus. Am 2. September kündigte der belgische Vizepremierminister Vincent Van Quickenborne an, dass Hassan Iquioussen, sollte er sich in seinem Land befinden, abgeschoben werden würde.
Am 30. September 2022 wurde er in der Nähe von Mons von der belgischen Polizei festgenommen.
Im Januar 2023 schoben die belgischen Behörden ihn schließlich nach Casablanca in Marokko ab.